# Cosówka
Cosówka – przysiółek wsi Ochojno w Polsce, położony w województwie małopolskim, w powiecie krakowskim, w gminie Świątniki Górne.
W latach 1975–1998 przysiółek administracyjnie należał do województwa krakowskiego.